# جودي هيل
جودي هيل (بالإنجليزية: Jody Hill)‏ (و. 1976  م) هو مخرج أفلام، وكاتب سيناريو، ولاعب تايكوندو، وكاتب، وممثل، ومنتج أفلام أمريكي، ولد في كونكورد، كارولاينا الشمالية، بدأ مشواره المهني سنة 2006.

## التعليم
تعلم في كلية الفنون في جامعة كارولينا الشمالية ‏
.

## وصلات خارجية
- جودي هيل على موقع IMDb (الإنجليزية)
- جودي هيل على موقع ألو سيني (الفرنسية)
- جودي هيل على موقع أول موفي (الإنجليزية)
- جودي هيل على موقع قاعدة بيانات الأفلام السويدية (السويدية)
- جودي هيل على موقع قاعدة بيانات الفيلم (الإنجليزية)
- جودي هيل على موقع كينوبويسك (الروسية)